# 1605 Миланковић
1605 Миланковић је астероид главног астероидног појаса откривен 13. априла 1936. Открио га је српски астроном Петар Ђурковић и дао му име по Милутину Миланковићу.
Приближан пречник астероида је 32,47 km, а средња удаљеност астероида од Сунца износи 3,010 астрономских јединица (АЈ).
Инклинација (нагиб) орбите у односу на раван еклиптике је 10,570 степени, а орбитални период износи 1907,889 дана (5,223 година). Ексцентрицитет орбите астероида износи 0,079. Апсолутна магнитуда астероида износи 10,10 а геометријски албедо 0,152.